# John Tyndall

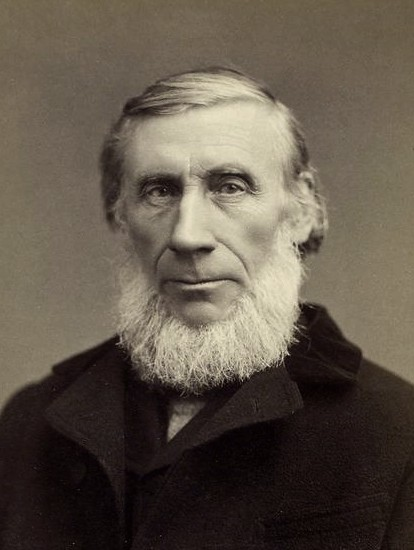
John Tyndall

John Tyndall [dʒɒn ˈtɪndl] (* 2. August 1820 in Leighlinbridge, County Carlow, Irland, Vereinigtes Königreich; † 4. Dezember 1893 in Hindhead, Surrey, Vereinigtes Königreich) war ein britischer Vermesser und Naturwissenschaftler. Er untersuchte unter anderem die Lichtstreuung in trüben Medien und fand dabei den Tyndall-Effekt. Außerdem war Tyndall einer der Bergpioniere des Matterhorns. Zusammen mit Edward Whymper und Jean-Antoine Carrel versuchte er beharrlich, diesen nach Meinung der Zeitgenossen „unbesteigbaren“ Berg zu bezwingen. Mit Johann Joseph Benet und Ulrich Wenger schaffte er 1861 die Erstbesteigung des benachbarten Weisshorns.

## Leben

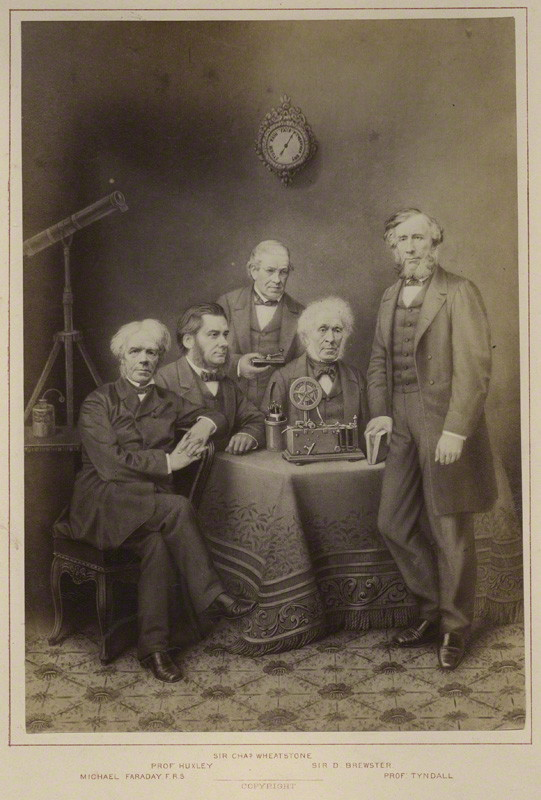
Fotografie von John Tyndall (rechts)

Tyndall war der Sohn eines Polizisten. Er erhielt nur eine gewöhnliche Schulausbildung und durfte bis Anfang 30 nicht an einer Universität studieren. Er verließ im Alter von 19 Jahren die Schule, um ab 1840 für mehrere Jahre bei der irischen Ordnance Survey zu arbeiten. Anschließend wurde er 1844 von einem Unternehmen in Manchester angestellt, um Vermessungen für den Eisenbahnbau durchzuführen.
1847 nahm er eine Stelle als Mathematiklehrer am Queenswood College in Hampshire an, wo er mit dem Chemiker Edward Frankland bekannt wurde. Mit diesem ging Tyndall 1848 an die Philipps-Universität Marburg, wo er nun erstmals formal studieren durfte. Ihnen schloss sich wenig später noch der Mathematiker Thomas Archer Hirst an. Tyndall konnte wenig Deutsch und hatte auch keinen sicheren Hintergrund in den Naturwissenschaften, so belegte er zunächst die Grundlagen von Mathematik, Physik und Chemie. Es war Robert Bunsen, der mit viel Geduld und Inspiration Tyndall zu einer Promotion verhalf.
1859 wurde er zum korrespondierenden Mitglied der Göttinger Akademie der Wissenschaften gewählt. Am 19. August 1861 gelang Tyndall zusammen mit den Bergführern Johann Josef Benet und Ulrich Wenger von Randa aus die Erstbesteigung des Weisshorns.

## Wissenschaftliche Arbeit
Er begann seine wissenschaftliche Karriere bei Friedrich Stegmann in Marburg mit Studien im Bereich des Diamagnetismus sowie magnetooptischer Eigenschaften der Kristalle. Er blieb noch länger in Deutschland und ging für ein Jahr an die Friedrich-Wilhelms-Universität Berlin zu Gustav Magnus.
1851 kehrte er nach England zurück, war aber nicht in der Lage, dort von seinen Forschungen zu leben. So ging er erneut an das Queenwood College, um zu lehren und wissenschaftliche Literatur zu übersetzen und herauszugeben. 1853 kam die Wende in seiner wissenschaftlichen Laufbahn, als er von der Royal Institution of Great Britain zu einer Vorlesung eingeladen wurde. Tyndall gestaltete diese so erfolgreich, dass er zu weiteren Vorlesungen verpflichtet wurde und bald einen ganzen Kurs abhielt. Drei Monate später wurde er Professor für Naturkunde, und man überhäufte ihn mit Angeboten. Tyndall entschied sich für die Royal Institution, weil er dort mit Michael Faraday zusammenarbeiten konnte.
Tyndall entwickelte zahlreiche Schauexperimente wie den Bolzensprenger für die Lehre. Er engagierte sich für die Wissensvermittlung insbesondere auch an nicht akademisch gebildetes Publikum. Auf diversen Vortragsreisen durch die USA und im Vereinigten Königreich füllte er große Säle.
Gegenstand seiner Forschungen war unter anderem die Theorie über Krankheitskeime. Er entwickelte ein Verfahren, das Lebensmittel haltbarer machte, in dem er die Substanz mehrfach hintereinander auf 100 °C erhitzte und wieder auf 30 °C abkühlte, heute als Tyndallisation bekannt.
Daneben erforschte er auch Gletscherbewegungen sowie die Streuung und Absorption von Licht in der Atmosphäre. Um Gletscher besser erforschen zu können, unternahm er 1856 gemeinsam mit Thomas Henry Huxley eine Reise in die Schweiz, deren Resultate er mit diesem in einer Abhandlung vorlegte. Im Januar 1859 stellte er das winterliche Vorrücken des Mer de Glace fest. Auf der Suche nach Ursachen für die vergangenen Eiszeiten war er nicht nur der erste, der hierfür eine veränderte Konzentration der Treibhausgase Wasserdampf und Kohlendioxid zur Diskussion stellte, sondern auch konkrete Messungen anstellte, mit Hilfe derer er die für den natürlichen Treibhauseffekt verantwortlichen Gase identifizieren konnte.
Tyndall zeigte, dass Ozon ein Zusammenschluss mehrerer Sauerstoffatome ist. Er verbesserte das Nebelhorn und erfand das Atemschutzgerät für Feuerwehren. Seine bedeutsamste Erfindung war der Hohllichtleiter, der zur Entwicklung der Faseroptik führte. Die modernste Version seiner Entdeckung, das Gastroskop, wird bei der Magenspiegelung verwendet. Tyndall war auch ein beliebter Dozent, der sich nicht nur an Fachleute, sondern auch an die Öffentlichkeit wandte. Er prägte auch den heute nicht mehr gebräuchlichen Begriff akustische Wolke.

## Hochzeit und Tod
Im Alter von 55 heiratete er die 30-jährige Louisa Hamilton, Tochter des Abgeordneten (Conservative) Lord Claud Hamilton.
John Tyndall trat 1887 in den Ruhestand und starb am 4. Dezember 1893 auf seinem Landsitz Hind Head bei Haslemere an den Folgen einer unbeabsichtigten Überdosis von Chloralhydrat, das er zur Bekämpfung seiner Schlaflosigkeit verwendete.

## Ehrungen

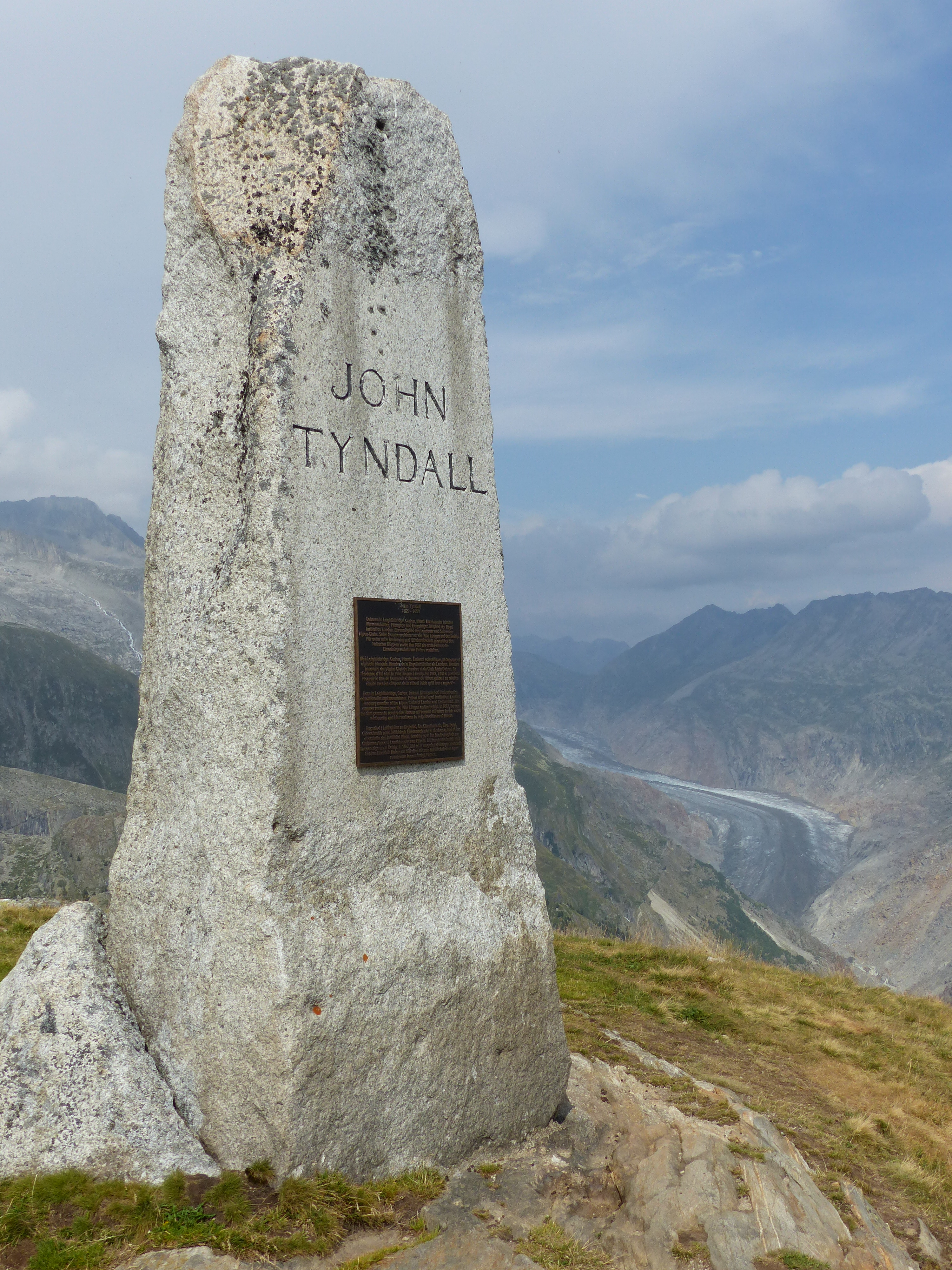
Tyndall-Denkmal auf der Belalp mit Aletschgletscher

- 1853 wurde er von der Royal Society mit der Royal Medal ausgezeichnet.
- 1857 Wahl in die Deutsche Akademie der Naturforscher Leopoldina[7]
- 1869 Auswärtiges Mitglied der Bayerischen Akademie der Wissenschaften[8]
- 1883 Assoziiertes Mitglied der Académie royale des Sciences, des Lettres et des Beaux-Arts de Belgique[9]
- Die von ihm 1862 erstmals bestiegene Südwestschulter des Matterhorns heißt nach ihm Pic Tyndall, und auf der Belalp wurde ihm 1911 von seiner Frau ein Denkmal errichtet.
- Der Asteroid (22694) Tyndall wurde nach ihm benannt.
- Der Mondkrater Tyndall ist nach ihm benannt.
- Der John Tyndall Award ist ihm zu Ehren benannt.
- Das Tyndall Centre for Climate Change Research wurde nach ihm benannt.
- Die Tyndall Mountains in der Antarktis tragen seinen Namen.
- Das Tyndall National Institute[10] in Cork, Irland, wurde nach ihm benannt.

## Schriften
- Die Schraubenfläche mit Geneigter Erzeugungslinie und die Bedingungen des Gleichgewichts für solche Schrauben. Inaugural-Dissertation, die mit Genehmigung der philosophischen Facultät zu Marburg zur Erlangung der Doctorwürde einreicht. Johann Tyndall. Marburg. Elwert’sche Universitäts-Buchdruckerei. 1850. (14 Seiten; Doktorvater: Friedrich Stegmann)
- The glaciers of the Alps. London (1860)
- Contributions to molecular physics. London (1872)
- Lectures on sound. London (1867)
- On light. London (1873)
- Tyndall, John: Das Licht. Sechs Vorlesungen / gehalten in Amerika im Winter 1872–1873. Autorisierte deutsche Ausgabe, hrsg. durch Gustav Wiedemann. Braunschweig: F. Vieweg 1876, 1 Porträt als Frontispiz, Holzstiche im Text. (Digitalisat)
- Tyndall, John: Elektrische Erscheinungen und Theorien. Ins Deutsche übertragen von Joseph v. Rosthorn; A. Hartleben’s Verlag, Wien/Pest/Leipzig 1884.
- Heat as a mode of motion. London (1863). Auf Deutsch: Die Wärme betrachtet als eine Art der Bewegung, Autorisierte deutsche Ausgabe herausgegeben durch H. Helmholtz und G. Wiedemann nach der zweiten Auflage des Originals, F. Vieweg, Braunschweig 1867 (Digitalisat)
- Forms of water in clouds and rivers, ice and glaciers. London (1873)
- On radiation. London (1865)
- On diamagnetism. London (1870)
- Notes of a course of seven lectures on electrical phenomena. London (1870)
- Lessons on electricity. London (1876)
- Natural philosophy in easy lessons. London (1869)
- Faraday as a discoverer. London (1868)
- Notes of Professor Tyndall’s lectures on ice, water, vapour, and air. London (1871/1872)
- Fragmente. Neue Folge von John Tyndall. Übersetzt von Anna von Helmholtz und Estelle Du Bois-Reymond. Braunschweig 1895. [enthält u. a. Bemerkungen zu Robert Bunsen und zum Marburg-Aufenthalt Tyndalls].
- Fragmente aus den Naturwissenschaften. Vorlesungen und Aufsätze, Braunschweig 1874. Autorisierte Deutsche Ausgabe. Mit Vorwort und Zusätzen von Prof. H. Helmholtz, ISBN 978-3-941919-12-9, E-Book (Faksimilie) vom Original, PDF-Datei, Verlag Becker, Potsdam 2009